# Het sehks-schandaal
Het sehks-schandaal is het 12de album in de stripreeks van F.C. De Kampioenen, getekend door Hec Leemans met medewerking van Tom Bouden. De strip werd uitgegeven door Standaard Uitgeverij in 2000.

## Het verhaal
Het verhaal start met Boma's dromen over zijn persoonlijke harem, en Carmen die hem ruw wakker maakt. Maar goed ook want Boma moet dringend naar zijn afspraak met de Oekraïense voetbalmanager Notinov Sehks, die veel geld over heeft om Marcske als sterspeler over te kopen voor zijn ploeg FC Tsjernobyl. Zowel Marc zelf als de ploeg zou aan de transfer geld overhouden en Sehks suggereert zelfs extra geld te pompen in de voetbalploeg op langere termijn. De man zwaait met een lovend artikel over Marks voetbalkwaliteiten uit de Publi-Time, een artikel dat Bieke over Marc geschreven heeft.
Iedereen trapt in de val van het vele geld waarmee gezwaaid wordt, BTW ziet mogelijkheden voor een restaurant in het nieuwe stadium dat gebouwd zou worden, alle spelersvrouwen willen dat hun man ook een lucratief contract zou vastkrijgen en nadat Boma en vooral BTW Marcske hebben overtuigd worden de contracten getekend. Vanaf dan doen de handlangers van Sehks evenwel er alles aan om Marcske een ongeluk te doen krijgen, zodat ze met verzekeringsfraude veel geld kunnen incasseren. Marcske overleeft echter elke aanslag en uiteindelijk kan politie-inspecteur Porei de hele bende Oekraïense fraudeurs inrekenen.

## Hoofdpersonages
- Bieke Crucke
- Pascale De Backer
- Carmen Waterslaeghers
- Marc Vertongen
- Balthasar Boma
- Pol De Tremmerie
- Bernard Theofiel Waterslaeghers
- Doortje Van Hoeck
- Xavier Waterslaeghers

## Gastrollen
- Billie Coppens
- Notinov Sehks
- Ivan Ivanovitch
- Politie-inspecteur Porei

Zal 't gaan, ja? · Mijn gedacht! · Buziness is buziness · Vliegende dagschotels · 't Is niet waar, hé? · De dubbele dino's · Kampioen zijn is plezant! · Kampioenen op verplaatsing · Tournee Zénérale · De ontsnapping van Sinterklaas · Xavier in de puree · Het sehks-schandaal · De kampioenen maken een film · Oma Boma · De huilende hooligan · Bij Sjoeke en Sjoeke · Het geval Pascale · De simpele duif · Supermarkske · Supermarkske slaat terug · Kampioenen aan zee · Boma in de coma · De dader heeft het gedaan · De wereldkampioenen · Sergeant Carmen · Het spiedende oog · Vertongen en zoon · Man, man, man! · Stem voor mij! · Gebakken lucht · Kampioenen op wielen · De zeep-serie · Kampioenen in Afrika · Supermarkske op de bres · Agent Vertongen · De trouwpartij · Kampioenen op latten · Buffalo Boma · De vliegende reporter · De groene zwaan · Xavier gaat vreemd · De lastige kampioentjes · Boma in de wellness · De antieke antiquair · Alle hens aan dek  · Supermarkske op het slechte pad  · De schat van de Macboma's · De Jobhopper · De Kampioenen in het circus · 50 Kaarsjes... · Baby Vertongen · De nies van de neus · Don Padre Padrone · De rally van tante Eulalie · Paulientje op de dool · Miss Moeial · Carmen in het nieuw · Het geheim van de kampioentjes · De Afronaut · De erfenis van Maurice · De Kampioenen maken ambras · Oma Boma trainer · DDT doet weer mee · 20 jaar later · De Kampioenen in Pampanero · Kampioentjes verliefd · Supermarkske is weer fit · De pil van Pol · Vertongen Vampier · Fernand gaat trouwen · De verdwenen kampioenen · Xaverius De Grote · Komen vreten · Dolle Door · Hello poepa · De vinnige voetballer · Vijftig tinten paarsblauw · Dokter Jekyll en mister Vertongen · De kampioenen van de filmset · De Kampioentjes en het spookkasteel · De Kampioenen in Rio · Boma op de klippen · Op zoek naar Neroke · Supermarkske bakt ze bruin · De Corsicaanse connectie · De lotto-kampioen · DDT op het witte doek · De geniale djinn · Paniek in de Pussycat · De kampioentjes maken het bont · De malle mascotte · De pakjesoorlog · Supermarkske is weer proper · De tandartsassistente · Maurice de zwijger · Pol en Doortje gaan scheiden · Allemaal cinema! · Boma burgemeester · De nieuwe kolonel · Alles loopt in het honderd · De bucketlist van Xavier · Bibi Carmen · De kampioentjes en de kroonprins · Vrouwen aan de macht · Patatten en saucissen · De bronzen beker · Supermarkske en de 7 dwergen · De Kampioenen trappen door · De grimas van een paljas · De verjaardagstaart · Kampioenen aan het front · Boma in de val · Terug naar Splotsj · Ginette · Gespuis in huis · De knecht van tante Eulalie · De bal is rond · De strijd der titanen